# Clasificación de Concacaf para la Copa Mundial de Fútbol de 2014
La Clasificación de Concacaf para la Copa Mundial de Fútbol de 2014 se inició el día 15 de junio de 2011. Para esta edición, se utilizó el siguiente sistema de eliminatorias:
- Una ronda inicial agrupó en 5 llaves a las 10 selecciones con el ranking FIFA más bajo del área (del 26º al 35º).
- Los 5 calificados se unieron a las 19 anteriores mejor posicionadas en el ranking (del 7º al 25º). Las 24 selecciones se agruparon en 6 grupos de 4 equipos cada uno y solo pasaron de ronda los que finalizaron cabeza de grupo.
- Los 6 clasificados se unieron a los 6 mejores del ranking (Estados Unidos, México, Honduras, Costa Rica, Jamaica y Cuba) para formar 3 grupos de 4 equipos. Los dos primeros de cada grupo avanzaron al hexagonal final.
- Los tres primeros del hexagonal pasaron directamente al Mundial y el que finalizó cuarto disputó una repesca contra el campeón de las clasificatorias de OFC.

La eliminatoria dio como resultado la clasificación directa de las selecciones nacionales de Estados Unidos, Costa Rica y Honduras a la copa del mundo; mientras que México logró la clasificación al ganar la repesca intercontinental contra Nueva Zelanda.

## Clasificación previa
Los equipos sembrados para las diversas ronda de clasificación se basan en la Clasificación mundial de la FIFA del mes de marzo de 2011.
| Grupo 1 Avanzan a la tercera ronda (1° al 6°) | Grupo 2 Avanzan a la segunda ronda (7° al 25°) | Grupo 3 Compiten en la primera ronda (26° al 35°) |
| --------------------------------------------- | ---------------------------------------------- | ------------------------------------------------- |

## Primera ronda
La FIFA organizó la primera ronda entre las diez selecciones peor situadas en la clasificación mundial del 13 de abril de 2011, para reducir el número de equipos que tomaron parte en el sorteo preliminar de la Copa Mundial de 2014. Los juegos de ida y vuelta tuvieron lugar en el mes de junio y julio, y los ganadores de las series se han unido a los 25 equipos mejor clasificados de la región.
Juegos de la ronda preliminar:
| Fecha               | Lugar            |                                |                                                 | Resultado                                                                            |                                                 |                                |
| ------------------- | ---------------- | ------------------------------ | ----------------------------------------------- | ------------------------------------------------------------------------------------ | ----------------------------------------------- | ------------------------------ |
| 15 de junio de 2011 | Couva            | Montserrat                     | Bandera de Montserrat                           | 2 - 5 Archivado el 20 de junio de 2011 en Wayback Machine.                           | Bandera de Belice                               | Belice                         |
| 17 de julio de 2011 | San Pedro Sula   | Belice                         | Bandera de Belice                               | 3 - 1 Archivado el 20 de julio de 2011 en Wayback Machine.                           | Bandera de Montserrat                           | Montserrat                     |
| 2 de julio de 2011  | Providenciales   | Turcas y Caicos                | Bandera de Islas Turcas y Caicos                | 0 - 4 Archivado el 2 de julio de 2012 en Wayback Machine.                            | Bandera de Bahamas                              | Bahamas                        |
| 9 de julio de 2011  | Nasáu            | Bahamas                        | Bandera de Bahamas                              | 6 - 0 Archivado el 2 de julio de 2012 en Wayback Machine.                            | Bandera de Islas Turcas y Caicos                | Turcas y Caicos                |
| 3 de julio de 2011  | Charlotte Amalie | Islas Vírgenes Estadounidenses | Bandera de Islas Vírgenes de los Estados Unidos | 2 - 0 Archivado el 11 de septiembre de 2013 en Wayback Machine.                      | Bandera de Islas Vírgenes Británicas            | Islas Vírgenes Británicas      |
| 10 de julio de 2011 | Road Town        | Islas Vírgenes Británicas      | Bandera de Islas Vírgenes Británicas            | 1 - 2 Archivado el 11 de septiembre de 2013 en Wayback Machine.                      | Bandera de Islas Vírgenes de los Estados Unidos | Islas Vírgenes Estadounidenses |
| 8 de julio de 2011  | San Cristóbal    | Anguila                        | Bandera de Anguila                              | 0 - 2 Archivado el 11 de septiembre de 2013 en Wayback Machine.                      | Bandera de la República Dominicana              | República Dominicana           |
| 10 de julio de 2011 | San Cristóbal    | República Dominicana           | Bandera de la República Dominicana              | 4 - 0 Archivado el 19 de agosto de 2011 en Wayback Machine.                          | Bandera de Anguila                              | Anguila                        |
| 8 de julio de 2011  | Oranjestad       | Aruba                          | Bandera de Aruba                                | 4 - 2 Archivado el 17 de julio de 2011 en Wayback Machine.                           | Bandera de Santa Lucía                          | Santa Lucía                    |
| 12 de julio de 2011 | Castries         | Santa Lucía                    | Bandera de Santa Lucía                          | 4 - 2 (4-2) (2-1) Archivado el 20 de julio de 2011 en Wayback Machine. 5 - 4 penales | Bandera de Aruba                                | Aruba                          |

## Segunda ronda
A los 19 equipos ya clasificados a esta ronda, se les sumaron los cinco ganadores de la ronda anterior. Se dividieron en seis grupos de cuatro equipos cada uno, y pasaron a la próxima ronda solo los ganadores de grupo. Estos grupos se sortearon el 30 de julio, en Río de Janeiro. Esta ronda fue disputada del 2 de septiembre al 15 de noviembre de 2011.
El 19 de agosto la selección de Bahamas, ubicada en el Grupo C con Panamá, Dominica y Nicaragua, anunció que se retiraba de la competición y no se intentaría calificar a la Copa del Mundo debido a que no pudieron terminar a tiempo las obras de renovación de su estadio y a que los costos de jugar todos sus partidos fuera de casa resultaba prohibitivo. Se tomó la decisión de que ni Turcas y Caicos, selección a la que venció Bahamas en primera ronda, ni ninguna otra selección remplazaría a este equipo, por lo cual el grupo C estuvo compuesto de sólo tres integrantes.

### Sorteo
| Cabezas de Serie                                          | Bolillero 2                                                                | Bolillero 3                                                                      | Bolillero 4                                                                                   |
| --------------------------------------------------------- | -------------------------------------------------------------------------- | -------------------------------------------------------------------------------- | --------------------------------------------------------------------------------------------- |
| Panamá Canadá El Salvador Granada Trinidad y Tobago Haití | Antigua y Barbuda Guyana Surinam San Cristóbal y Nieves Guatemala Dominica | Puerto Rico Barbados Curazao San Vicente y las Granadinas Islas Caimán Nicaragua | Bermudas Belice República Dominicana Islas Vírgenes de los Estados Unidos Santa Lucía Bahamas |

### Grupo A
| Equipo               | Pts | PJ | PG | PE | PP | GF | GC | Dif |
| -------------------- | --- | -- | -- | -- | -- | -- | -- | --- |
| El Salvador          | 18  | 6  | 6  | 0  | 0  | 20 | 5  | 15  |
| República Dominicana | 8   | 6  | 2  | 2  | 2  | 12 | 8  | 4   |
| Surinam              | 7   | 6  | 2  | 1  | 3  | 5  | 11 | -6  |
| Islas Caimán         | 1   | 6  | 0  | 1  | 5  | 2  | 15 | -13 |

| Fecha                   | Lugar         |                      |                                    | Resultado                                                       |                                    |                      |
| ----------------------- | ------------- | -------------------- | ---------------------------------- | --------------------------------------------------------------- | ---------------------------------- | -------------------- |
| 2 de septiembre de 2011 | San Salvador  | El Salvador          | Bandera de El Salvador             | 3 - 2 Archivado el 28 de septiembre de 2011 en Wayback Machine. | Bandera de la República Dominicana | República Dominicana |
| 2 de septiembre de 2011 | Paramaribo    | Surinam              | Bandera de Surinam                 | 1 - 0 Archivado el 28 de septiembre de 2011 en Wayback Machine. | Bandera de Islas Caimán            | Islas Caimán         |
| 6 de septiembre de 2011 | George Town   | Islas Caimán         | Bandera de Islas Caimán            | 1 - 4 Archivado el 28 de septiembre de 2011 en Wayback Machine. | Bandera de El Salvador             | El Salvador          |
| 6 de septiembre de 2011 | San Cristóbal | República Dominicana | Bandera de la República Dominicana | 1 - 1 Archivado el 28 de septiembre de 2011 en Wayback Machine. | Bandera de Surinam                 | Surinam              |
| 7 de octubre de 2011    | San Cristóbal | República Dominicana | Bandera de la República Dominicana | 1 - 2 Archivado el 8 de octubre de 2011 en Wayback Machine.     | Bandera de El Salvador             | El Salvador          |
| 7 de octubre de 2011    | George Town   | Islas Caimán         | Bandera de Islas Caimán            | 0 - 1 Archivado el 8 de octubre de 2011 en Wayback Machine.     | Bandera de Surinam                 | Surinam              |
| 11 de octubre de 2011   | San Salvador  | El Salvador          | Bandera de El Salvador             | 4 - 0 Archivado el 16 de octubre de 2011 en Wayback Machine.    | Bandera de Islas Caimán            | Islas Caimán         |
| 11 de octubre de 2011   | Paramaribo    | Surinam              | Bandera de Surinam                 | 1 - 3 Archivado el 7 de octubre de 2011 en Wayback Machine.     | Bandera de la República Dominicana | República Dominicana |
| 11 de noviembre de 2011 | Paramaribo    | Surinam              | Bandera de Surinam                 | 1 - 3 Archivado el 5 de noviembre de 2011 en Wayback Machine.   | Bandera de El Salvador             | El Salvador          |
| 11 de noviembre de 2011 | San Cristóbal | República Dominicana | Bandera de la República Dominicana | 4 - 0 Archivado el 6 de noviembre de 2011 en Wayback Machine.   | Bandera de Islas Caimán            | Islas Caimán         |
| 15 de noviembre de 2011 | San Salvador  | El Salvador          | Bandera de El Salvador             | 4 - 0 Archivado el 12 de noviembre de 2011 en Wayback Machine.  | Bandera de Surinam                 | Surinam              |
| 14 de noviembre de 2011 | George Town   | Islas Caimán         | Bandera de Islas Caimán            | 1 - 1 Archivado el 12 de noviembre de 2011 en Wayback Machine.  | Bandera de la República Dominicana | República Dominicana |

### Grupo B
| Equipo            | Pts | PJ | PG | PE | PP | GF | GC | Dif |
| ----------------- | --- | -- | -- | -- | -- | -- | -- | --- |
| Guyana            | 13  | 6  | 4  | 1  | 1  | 9  | 6  | 3   |
| Trinidad y Tobago | 12  | 6  | 4  | 0  | 2  | 12 | 4  | 8   |
| Bermudas          | 10  | 6  | 3  | 1  | 2  | 8  | 7  | 1   |
| Barbados          | 0   | 6  | 0  | 0  | 6  | 2  | 14 | -12 |

| Fecha                   | Lugar         |                   |                              | Resultado                                                           |                              |                   |
| ----------------------- | ------------- | ----------------- | ---------------------------- | ------------------------------------------------------------------- | ---------------------------- | ----------------- |
| 2 de septiembre de 2011 | Puerto España | Trinidad y Tobago | Bandera de Trinidad y Tobago | 1:0 (1:0) Archivado el 28 de septiembre de 2011 en Wayback Machine. | Bandera de Bermudas          | Bermudas          |
| 2 de septiembre de 2011 | Georgetown    | Guyana            | Bandera de Guyana            | 2:0 (1:0) Archivado el 28 de septiembre de 2011 en Wayback Machine. | Bandera de Barbados          | Barbados          |
| 6 de septiembre de 2011 | Bridgetown    | Barbados          | Bandera de Barbados          | 0:2 (0:1) Archivado el 28 de septiembre de 2011 en Wayback Machine. | Bandera de Trinidad y Tobago | Trinidad y Tobago |
| 6 de septiembre de 2011 | Georgetown    | Guyana            | Bandera de Guyana            | 2:1 (0:0) Archivado el 28 de septiembre de 2011 en Wayback Machine. | Bandera de Bermudas          | Bermudas          |
| 7 de octubre de 2011    | Hamilton      | Bermudas          | Bandera de Bermudas          | 2:1 (0:0) Archivado el 9 de octubre de 2011 en Wayback Machine.     | Bandera de Trinidad y Tobago | Trinidad y Tobago |
| 7 de octubre de 2011    | Bridgetown    | Barbados          | Bandera de Barbados          | 0:2 (0:0) Archivado el 9 de octubre de 2011 en Wayback Machine.     | Bandera de Guyana            | Guyana            |
| 11 de octubre de 2011   | Puerto España | Trinidad y Tobago | Bandera de Trinidad y Tobago | 4:0 (1:0) Archivado el 7 de octubre de 2011 en Wayback Machine.     | Bandera de Barbados          | Barbados          |
| 11 de octubre de 2011   | Hamilton      | Bermudas          | Bandera de Bermudas          | 1:1 (0:0) Archivado el 16 de octubre de 2011 en Wayback Machine.    | Bandera de Guyana            | Guyana            |
| 11 de noviembre de 2011 | Georgetown    | Guyana            | Bandera de Guyana            | 2:1 (1:0) Archivado el 5 de noviembre de 2011 en Wayback Machine.   | Bandera de Trinidad y Tobago | Trinidad y Tobago |
| 11 de noviembre de 2011 | Hamilton      | Bermudas          | Bandera de Bermudas          | 2:1 (1:1) Archivado el 6 de noviembre de 2011 en Wayback Machine.   | Bandera de Barbados          | Barbados          |
| 15 de noviembre de 2011 | Puerto España | Trinidad y Tobago | Bandera de Trinidad y Tobago | 2:0 (0:0) Archivado el 12 de noviembre de 2011 en Wayback Machine.  | Bandera de Guyana            | Guyana            |
| 15 de noviembre de 2011 | Bridgetown    | Barbados          | Bandera de Barbados          | 1:2 (0:0) Archivado el 12 de noviembre de 2011 en Wayback Machine.  | Bandera de Bermudas          | Bermudas          |

### Grupo C
| Equipo    | Pts | PJ | PG | PE | PP | GF | GC | Dif |
| --------- | --- | -- | -- | -- | -- | -- | -- | --- |
| Panamá    | 12  | 4  | 4  | 0  | 0  | 15 | 2  | 13  |
| Nicaragua | 6   | 4  | 2  | 0  | 2  | 5  | 7  | -2  |
| Dominica  | 0   | 4  | 0  | 0  | 4  | 0  | 11 | -11 |

| Fecha                   | Lugar            |           |                      | Resultado                                                           |                      |           |
| ----------------------- | ---------------- | --------- | -------------------- | ------------------------------------------------------------------- | -------------------- | --------- |
| 2 de septiembre de 2011 | Roseau           | Dominica  | Bandera de Dominica  | 0:2 (0:2) Archivado el 12 de octubre de 2011 en Wayback Machine.    | Bandera de Nicaragua | Nicaragua |
| 6 de septiembre de 2011 | Managua          | Nicaragua | Bandera de Nicaragua | 1:2 (1:1) Archivado el 28 de septiembre de 2011 en Wayback Machine. | Bandera de Panamá    | Panamá    |
| 7 de octubre de 2011    | Roseau           | Dominica  | Bandera de Dominica  | 0:5 (0:2) Archivado el 8 de octubre de 2011 en Wayback Machine.     | Bandera de Panamá    | Panamá    |
| 11 de octubre de 2011   | Ciudad de Panamá | Panamá    | Bandera de Panamá    | 5:1 (1:0) Archivado el 10 de octubre de 2011 en Wayback Machine.    | Bandera de Nicaragua | Nicaragua |
| 11 de noviembre de 2011 | Managua          | Nicaragua | Bandera de Nicaragua | 1:0 (0:0) Archivado el 5 de noviembre de 2011 en Wayback Machine.   | Bandera de Dominica  | Dominica  |
| 15 de noviembre de 2011 | Ciudad de Panamá | Panamá    | Bandera de Panamá    | 3:0 (2:0) Archivado el 12 de noviembre de 2011 en Wayback Machine.  | Bandera de Dominica  | Dominica  |

### Grupo D
| Equipo                 | Pts | PJ | PG | PE | PP | GF | GC | Dif |
| ---------------------- | --- | -- | -- | -- | -- | -- | -- | --- |
| Canadá                 | 14  | 6  | 4  | 2  | 0  | 18 | 1  | 17  |
| Puerto Rico            | 9   | 6  | 2  | 3  | 1  | 8  | 4  | 4   |
| San Cristóbal y Nieves | 7   | 6  | 1  | 4  | 1  | 6  | 8  | -2  |
| Santa Lucía            | 1   | 6  | 0  | 1  | 5  | 4  | 23 | -19 |

| Fecha                   | Lugar      |                        |                                   | Resultado                                                           |                                   |                        |
| ----------------------- | ---------- | ---------------------- | --------------------------------- | ------------------------------------------------------------------- | --------------------------------- | ---------------------- |
| 2 de septiembre de 2011 | Toronto    | Canadá                 | Bandera de Canadá                 | 4:1 (1:1)                                                           | Bandera de Santa Lucía            | Santa Lucía            |
| 2 de septiembre de 2011 | Basseterre | San Cristóbal y Nieves | Bandera de San Cristobal y Nieves | 0:0 Archivado el 4 de octubre de 2013 en Wayback Machine.           | Bandera de Puerto Rico            | Puerto Rico            |
| 6 de septiembre de 2011 | Bayamón    | Puerto Rico            | Bandera de Puerto Rico            | 0:3 (0:1) Archivado el 28 de septiembre de 2011 en Wayback Machine. | Bandera de Canadá                 | Canadá                 |
| 6 de septiembre de 2011 | Gros Islet | Santa Lucía            | Bandera de Santa Lucía            | 2:4 (0:4) Archivado el 28 de septiembre de 2011 en Wayback Machine. | Bandera de San Cristobal y Nieves | San Cristóbal y Nieves |
| 7 de octubre de 2011    | Gros Islet | Santa Lucía            | Bandera de Santa Lucía            | 0:7 (0:4) Archivado el 9 de octubre de 2011 en Wayback Machine.     | Bandera de Canadá                 | Canadá                 |
| 7 de octubre de 2011    | Bayamón    | Puerto Rico            | Bandera de Puerto Rico            | 1:1 (1:0) Archivado el 9 de octubre de 2011 en Wayback Machine.     | Bandera de San Cristobal y Nieves | San Cristóbal y Nieves |
| 11 de octubre de 2011   | Toronto    | Canadá                 | Bandera de Canadá                 | 0:0 Archivado el 13 de octubre de 2011 en Wayback Machine.          | Bandera de Puerto Rico            | Puerto Rico            |
| 11 de octubre de 2011   | Basseterre | San Cristóbal y Nieves | Bandera de San Cristobal y Nieves | 1:1 (0:0) Archivado el 16 de octubre de 2011 en Wayback Machine.    | Bandera de Santa Lucía            | Santa Lucía            |
| 11 de noviembre de 2011 | Basseterre | San Cristóbal y Nieves | Bandera de San Cristobal y Nieves | 0:0 Archivado el 5 de noviembre de 2011 en Wayback Machine.         | Bandera de Canadá                 | Canadá                 |
| 11 de noviembre de 2011 | Gros Islet | Santa Lucía            | Bandera de Santa Lucía            | 0:4 (0:2) Archivado el 5 de noviembre de 2011 en Wayback Machine.   | Bandera de Puerto Rico            | Puerto Rico            |
| 14 de noviembre de 2011 | Bayamón    | Puerto Rico            | Bandera de Puerto Rico            | 3:0 (1:0) Archivado el 12 de noviembre de 2011 en Wayback Machine.  | Bandera de Santa Lucía            | Santa Lucía            |
| 15 de noviembre de 2011 | Toronto    | Canadá                 | Bandera de Canadá                 | 4:0 (3:0) Archivado el 12 de noviembre de 2011 en Wayback Machine.  | Bandera de San Cristobal y Nieves | San Cristóbal y Nieves |

### Grupo E
| Equipo                       | Pts | PJ | PG | PE | PP | GF | GC | Dif |
| ---------------------------- | --- | -- | -- | -- | -- | -- | -- | --- |
| Guatemala                    | 18  | 6  | 6  | 0  | 0  | 19 | 3  | 16  |
| Belice                       | 7   | 6  | 2  | 1  | 3  | 9  | 10 | -1  |
| San Vicente y las Granadinas | 5   | 6  | 1  | 2  | 3  | 4  | 12 | -8  |
| Granada                      | 4   | 6  | 1  | 1  | 4  | 7  | 14 | -7  |

| Fecha                    | Lugar               |                              |                                         | Resultado                                                           |                                         |                              |
| ------------------------ | ------------------- | ---------------------------- | --------------------------------------- | ------------------------------------------------------------------- | --------------------------------------- | ---------------------------- |
| 2 de septiembre de 2011  | Saint George        | Granada                      | Bandera de Granada                      | 0:3 (0:2)                                                           | Bandera de Belice                       | Belice                       |
| 2 de septiembre de 2011  | Ciudad de Guatemala | Guatemala                    | Bandera de Guatemala                    | 4:0 (2:0)                                                           | Bandera de San Vicente y las Granadinas | San Vicente y las Granadinas |
| 6 de septiembre de 2011  | Belmopán            | Belice                       | Bandera de Belice                       | 1:2 (0:1) Archivado el 28 de septiembre de 2011 en Wayback Machine. | Bandera de Guatemala                    | Guatemala                    |
| 18 de septiembre de 2011 | Kingstown           | San Vicente y las Granadinas | Bandera de San Vicente y las Granadinas | 2:1 (1:0) Archivado el 24 de septiembre de 2011 en Wayback Machine. | Bandera de Granada                      | Granada                      |
| 7 de octubre de 2011     | Belmopán            | Belice                       | Bandera de Belice                       | 1:4 (0:2) Archivado el 8 de octubre de 2011 en Wayback Machine.     | Bandera de Granada                      | Granada                      |
| 7 de octubre de 2011     | Kingstown           | San Vicente y las Granadinas | Bandera de San Vicente y las Granadinas | 0:3 (0:1) Archivado el 6 de octubre de 2011 en Wayback Machine.     | Bandera de Guatemala                    | Guatemala                    |
| 11 de octubre de 2011    | Ciudad de Guatemala | Guatemala                    | Bandera de Guatemala                    | 3:1 (1:1) Archivado el 16 de octubre de 2011 en Wayback Machine.    | Bandera de Belice                       | Belice                       |
| 15 de octubre de 2011    | Saint George        | Granada                      | Bandera de Granada                      | 1:1 (0:0) Archivado el 15 de octubre de 2011 en Wayback Machine.    | Bandera de San Vicente y las Granadinas | San Vicente y las Granadinas |
| 11 de noviembre de 2011  | Ciudad de Guatemala | Guatemala                    | Bandera de Guatemala                    | 3:0 (3:0) Archivado el 5 de noviembre de 2011 en Wayback Machine.   | Bandera de Granada                      | Granada                      |
| 11 de noviembre de 2011  | Belmopán            | Belice                       | Bandera de Belice                       | 1:1 (1:1) Archivado el 6 de noviembre de 2011 en Wayback Machine.   | Bandera de San Vicente y las Granadinas | San Vicente y las Granadinas |
| 15 de noviembre de 2011  | Saint George        | Granada                      | Bandera de Granada                      | 1:4 (1:0) Archivado el 12 de noviembre de 2011 en Wayback Machine.  | Bandera de Guatemala                    | Guatemala                    |
| 15 de noviembre de 2011  | Kingstown           | San Vicente y las Granadinas | Bandera de San Vicente y las Granadinas | 0:2 (0:0) Archivado el 12 de noviembre de 2011 en Wayback Machine.  | Bandera de Belice                       | Belice                       |

### Grupo F
| Equipo                         | Pts | PJ | PG | PE | PP | GF | GC | Dif |
| ------------------------------ | --- | -- | -- | -- | -- | -- | -- | --- |
| Antigua y Barbuda              | 15  | 6  | 5  | 0  | 1  | 28 | 5  | 23  |
| Haití                          | 13  | 6  | 4  | 1  | 1  | 21 | 6  | 15  |
| Curazao                        | 7   | 6  | 2  | 1  | 3  | 15 | 15 | 0   |
| Islas Vírgenes Estadounidenses | 0   | 6  | 0  | 0  | 6  | 2  | 40 | -38 |

| Fecha                   | Lugar           |                                |                                                 | Resultado                                                           |                                                 |                                |
| ----------------------- | --------------- | ------------------------------ | ----------------------------------------------- | ------------------------------------------------------------------- | ----------------------------------------------- | ------------------------------ |
| 2 de septiembre de 2011 | Puerto Príncipe | Haití                          | Bandera de Haití                                | 6:0 (3:0)                                                           | Bandera de Islas Vírgenes de los Estados Unidos | Islas Vírgenes Estadounidenses |
| 2 de septiembre de 2011 | Saint John      | Antigua y Barbuda              | Bandera de Antigua y Barbuda                    | 5:2 (2:1) Archivado el 10 de marzo de 2014 en Wayback Machine.      | Bandera de Curazao                              | Curazao                        |
| 6 de septiembre de 2011 | Willemstad      | Curazao                        | Bandera de Curazao                              | 2:4 (2:1) Archivado el 28 de septiembre de 2011 en Wayback Machine. | Bandera de Haití                                | Haití                          |
| 6 de septiembre de 2011 | Frederiksted    | Islas Vírgenes Estadounidenses | Bandera de Islas Vírgenes de los Estados Unidos | 1:8 (0:2) Archivado el 28 de septiembre de 2011 en Wayback Machine. | Bandera de Antigua y Barbuda                    | Antigua y Barbuda              |
| 7 de octubre de 2011    | Frederiksted    | Islas Vírgenes Estadounidenses | Bandera de Islas Vírgenes de los Estados Unidos | 0:7 (0:2) Archivado el 8 de octubre de 2011 en Wayback Machine.     | Bandera de Haití                                | Haití                          |
| 7 de octubre de 2011    | Willemstad      | Curazao                        | Bandera de Curazao                              | 0:1 (0:0) Archivado el 9 de octubre de 2011 en Wayback Machine.     | Bandera de Antigua y Barbuda                    | Antigua y Barbuda              |
| 11 de octubre de 2011   | Puerto Príncipe | Haití                          | Bandera de Haití                                | 2:2 (1:2) Archivado el 12 de octubre de 2011 en Wayback Machine.    | Bandera de Curazao                              | Curazao                        |
| 11 de octubre de 2011   | Saint John      | Antigua y Barbuda              | Bandera de Antigua y Barbuda                    | 10:0 (5:0) Archivado el 13 de octubre de 2011 en Wayback Machine.   | Bandera de Islas Vírgenes de los Estados Unidos | Islas Vírgenes Estadounidenses |
| 11 de noviembre de 2011 | Saint John      | Antigua y Barbuda              | Bandera de Antigua y Barbuda                    | 1:0 (0:0) Archivado el 5 de noviembre de 2011 en Wayback Machine.   | Bandera de Haití                                | Haití                          |
| 11 de noviembre de 2011 | Frederiksted    | Islas Vírgenes Estadounidenses | Bandera de Islas Vírgenes de los Estados Unidos | 0:3 (0:3) Archivado el 12 de noviembre de 2011 en Wayback Machine.  | Bandera de Curazao                              | Curazao                        |
| 15 de noviembre de 2011 | Puerto Príncipe | Haití                          | Bandera de Haití                                | 2:1 (0:1) Archivado el 12 de noviembre de 2011 en Wayback Machine.  | Bandera de Antigua y Barbuda                    | Antigua y Barbuda              |
| 15 de noviembre de 2011 | Willemstad      | Curazao                        | Bandera de Curazao                              | 6:1 (2:0) Archivado el 12 de noviembre de 2011 en Wayback Machine.  | Bandera de Islas Vírgenes de los Estados Unidos | Islas Vírgenes Estadounidenses |

## Tercera ronda
Esta ronda la disputaron los 6 mejores clasificados al momento de iniciar la competición junto con los 6 ganadores de grupo de la ronda anterior. Fueron divididos en tres grupos de tres y seis equipos. Los mejores dos equipos de cada grupo clasificaron al hexagonal final. 

### Sorteo
| Cabezas de Serie               | Bolillero 2             | Bolillero 3                                                  |
| ------------------------------ | ----------------------- | ------------------------------------------------------------ |
| Estados Unidos México Honduras | Jamaica Costa Rica Cuba | El Salvador Guyana Panamá Canadá Guatemala Antigua y Barbuda |

### Grupo A
| Equipo            | Pts | PJ | PG | PE | PP | GF | GC | Dif |
| ----------------- | --- | -- | -- | -- | -- | -- | -- | --- |
| Estados Unidos    | 13  | 6  | 4  | 1  | 1  | 11 | 6  | 5   |
| Jamaica           | 10  | 6  | 3  | 1  | 2  | 9  | 6  | 3   |
| Guatemala         | 10  | 6  | 3  | 1  | 2  | 9  | 8  | 1   |
| Antigua y Barbuda | 1   | 6  | 0  | 1  | 5  | 4  | 13 | -9  |

| Fecha                    | Lugar               |                   |                              | Resultado                                                           |                              |                   |
| ------------------------ | ------------------- | ----------------- | ---------------------------- | ------------------------------------------------------------------- | ---------------------------- | ----------------- |
| 8 de junio de 2012       | Tampa               | Estados Unidos    | Bandera de Estados Unidos    | 3:1 (2:0) Archivado el 10 de junio de 2012 en Wayback Machine.      | Bandera de Antigua y Barbuda | Antigua y Barbuda |
| 8 de junio de 2012       | Kingston            | Jamaica           | Bandera de Jamaica           | 2:1 (1:0) Archivado el 6 de junio de 2012 en Wayback Machine.       | Bandera de Guatemala         | Guatemala         |
| 12 de junio de 2012      | Ciudad de Guatemala | Guatemala         | Bandera de Guatemala         | 1:1 (0:1) Archivado el 10 de junio de 2012 en Wayback Machine.      | Bandera de Estados Unidos    | Estados Unidos    |
| 12 de junio de 2012      | Saint John          | Antigua y Barbuda | Bandera de Antigua y Barbuda | 0:0 Archivado el 10 de junio de 2012 en Wayback Machine.            | Bandera de Jamaica           | Jamaica           |
| 7 de septiembre de 2012  | Kingston            | Jamaica           | Bandera de Jamaica           | 2:1 (1:1) Archivado el 12 de septiembre de 2012 en Wayback Machine. | Bandera de Estados Unidos    | Estados Unidos    |
| 7 de septiembre de 2012  | Ciudad de Guatemala | Guatemala         | Bandera de Guatemala         | 3:1 (0:1) Archivado el 31 de marzo de 2013 en Wayback Machine.      | Bandera de Antigua y Barbuda | Antigua y Barbuda |
| 11 de septiembre de 2012 | Columbus            | Estados Unidos    | Bandera de Estados Unidos    | 1:0 (0:0) Archivado el 12 de septiembre de 2012 en Wayback Machine. | Bandera de Jamaica           | Jamaica           |
| 11 de septiembre de 2012 | Saint John          | Antigua y Barbuda | Bandera de Antigua y Barbuda | 0:1 (0:1) Archivado el 28 de febrero de 2013 en Wayback Machine.    | Bandera de Guatemala         | Guatemala         |
| 12 de octubre de 2012    | Ciudad de Guatemala | Guatemala         | Bandera de Guatemala         | 2:1 (1:0) Archivado el 27 de febrero de 2013 en Wayback Machine.    | Bandera de Jamaica           | Jamaica           |
| 12 de octubre de 2012    | Saint John          | Antigua y Barbuda | Bandera de Antigua y Barbuda | 1:2 (1:1) Archivado el 18 de octubre de 2012 en Wayback Machine.    | Bandera de Estados Unidos    | Estados Unidos    |
| 16 de octubre de 2012    | Kansas City         | Estados Unidos    | Bandera de Estados Unidos    | 3:1 (3:1) Archivado el 19 de octubre de 2012 en Wayback Machine.    | Bandera de Guatemala         | Guatemala         |
| 16 de octubre de 2012    | Kingston            | Jamaica           | Bandera de Jamaica           | 4:1 (2:0) Archivado el 15 de noviembre de 2012 en Wayback Machine.  | Bandera de Antigua y Barbuda | Antigua y Barbuda |

### Grupo B
| Equipo      | Pts | PJ | PG | PE | PP | GF | GC | Dif |
| ----------- | --- | -- | -- | -- | -- | -- | -- | --- |
| México      | 18  | 6  | 6  | 0  | 0  | 15 | 2  | 13  |
| Costa Rica  | 10  | 6  | 3  | 1  | 2  | 14 | 5  | 9   |
| El Salvador | 5   | 6  | 1  | 2  | 3  | 8  | 11 | -3  |
| Guyana      | 1   | 6  | 0  | 1  | 5  | 5  | 24 | -19 |

| Fecha                    | Lugar                   |             |                        | Resultado                                                           |                        |             |
| ------------------------ | ----------------------- | ----------- | ---------------------- | ------------------------------------------------------------------- | ---------------------- | ----------- |
| 8 de junio de 2012       | Ciudad de México        | México      | Bandera de México      | 3:1 (2:0) Archivado el 10 de junio de 2012 en Wayback Machine.      | Bandera de Guyana      | Guyana      |
| 8 de junio de 2012       | San José                | Costa Rica  | Bandera de Costa Rica  | 2:2 (2:1) Archivado el 10 de junio de 2012 en Wayback Machine.      | Bandera de El Salvador | El Salvador |
| 12 de junio de 2012      | San Salvador            | El Salvador | Bandera de El Salvador | 1:2 (0:0) Archivado el 15 de junio de 2012 en Wayback Machine.      | Bandera de México      | México      |
| 12 de junio de 2012      | Providence              | Guyana      | Bandera de Guyana      | 0:4 (0:2) Archivado el 10 de junio de 2012 en Wayback Machine.      | Bandera de Costa Rica  | Costa Rica  |
| 7 de septiembre de 2012  | San José                | Costa Rica  | Bandera de Costa Rica  | 0:2 (0:1) Archivado el 10 de septiembre de 2012 en Wayback Machine. | Bandera de México      | México      |
| 7 de septiembre de 2012  | San Salvador            | El Salvador | Bandera de El Salvador | 2:2 (2:1) Archivado el 6 de septiembre de 2012 en Wayback Machine.  | Bandera de Guyana      | Guyana      |
| 11 de septiembre de 2012 | Ciudad de México        | México      | Bandera de México      | 1:0 (0:0) Archivado el 12 de septiembre de 2012 en Wayback Machine. | Bandera de Costa Rica  | Costa Rica  |
| 11 de septiembre de 2012 | Providence              | Guyana      | Bandera de Guyana      | 2:3 (1:1) Archivado el 12 de septiembre de 2012 en Wayback Machine. | Bandera de El Salvador | El Salvador |
| 12 de octubre de 2012    | Houston, Estados Unidos | Guyana      | Bandera de Guyana      | 0:5 (0:0) Archivado el 15 de octubre de 2012 en Wayback Machine.    | Bandera de México      | México      |
| 12 de octubre de 2012    | San Salvador            | El Salvador | Bandera de El Salvador | 0:1 (0:1) Archivado el 15 de octubre de 2012 en Wayback Machine.    | Bandera de Costa Rica  | Costa Rica  |
| 16 de octubre de 2012    | Torreón                 | México      | Bandera de México      | 2:0 (0:0) Archivado el 7 de diciembre de 2012 en Wayback Machine.   | Bandera de El Salvador | El Salvador |
| 16 de octubre de 2012    | San José                | Costa Rica  | Bandera de Costa Rica  | 7:0 (2:0) Archivado el 18 de octubre de 2012 en Wayback Machine.    | Bandera de Guyana      | Guyana      |

### Grupo C
| Equipo   | Pts | PJ | PG | PE | PP | GF | GC | Dif |
| -------- | --- | -- | -- | -- | -- | -- | -- | --- |
| Honduras | 11  | 6  | 3  | 2  | 1  | 12 | 3  | 9   |
| Panamá   | 11  | 6  | 3  | 2  | 1  | 6  | 2  | 4   |
| Canadá   | 10  | 6  | 3  | 1  | 2  | 6  | 10 | -4  |
| Cuba     | 1   | 6  | 0  | 1  | 5  | 1  | 10 | -9  |

| Fecha                    | Lugar            |          |                     | Resultado                                                           |                     |          |
| ------------------------ | ---------------- | -------- | ------------------- | ------------------------------------------------------------------- | ------------------- | -------- |
| 8 de junio de 2012       | San Pedro Sula   | Honduras | Bandera de Honduras | 0:2 (0:0) Archivado el 28 de agosto de 2012 en Wayback Machine.     | Bandera de Panamá   | Panamá   |
| 8 de junio de 2012       | La Habana        | Cuba     | Bandera de Cuba     | 0:1 (0:0) Archivado el 10 de junio de 2012 en Wayback Machine.      | Bandera de Canadá   | Canadá   |
| 12 de junio de 2012      | Toronto          | Canadá   | Bandera de Canadá   | 0:0 Archivado el 10 de junio de 2012 en Wayback Machine.            | Bandera de Honduras | Honduras |
| 12 de junio de 2012      | Ciudad de Panamá | Panamá   | Bandera de Panamá   | 1:0 (0:0) Archivado el 10 de junio de 2012 en Wayback Machine.      | Bandera de Cuba     | Cuba     |
| 7 de septiembre de 2012  | La Habana        | Cuba     | Bandera de Cuba     | 0:3 (0:1) Archivado el 11 de septiembre de 2012 en Wayback Machine. | Bandera de Honduras | Honduras |
| 7 de septiembre de 2012  | Toronto          | Canadá   | Bandera de Canadá   | 1:0 (0:0) Archivado el 2 de septiembre de 2012 en Wayback Machine.  | Bandera de Panamá   | Panamá   |
| 11 de septiembre de 2012 | San Pedro Sula   | Honduras | Bandera de Honduras | 1:0 (1:0) Archivado el 12 de septiembre de 2012 en Wayback Machine. | Bandera de Cuba     | Cuba     |
| 11 de septiembre de 2012 | Ciudad de Panamá | Panamá   | Bandera de Panamá   | 2:0 (1:0) Archivado el 12 de septiembre de 2012 en Wayback Machine. | Bandera de Canadá   | Canadá   |
| 12 de octubre de 2012    | Toronto          | Canadá   | Bandera de Canadá   | 3:0 (1:0) Archivado el 6 de noviembre de 2012 en Wayback Machine.   | Bandera de Cuba     | Cuba     |
| 12 de octubre de 2012    | Ciudad de Panamá | Panamá   | Bandera de Panamá   | 0:0 Archivado el 14 de octubre de 2012 en Wayback Machine.          | Bandera de Honduras | Honduras |
| 16 de octubre de 2012    | San Pedro Sula   | Honduras | Bandera de Honduras | 8:1 (4:0) Archivado el 7 de diciembre de 2012 en Wayback Machine.   | Bandera de Canadá   | Canadá   |
| 16 de octubre de 2012    | La Habana        | Cuba     | Bandera de Cuba     | 1:1 (1:0) Archivado el 18 de octubre de 2012 en Wayback Machine.    | Bandera de Panamá   | Panamá   |

## Cuarta ronda (Hexagonal final)
A la última fase de la eliminatoria, el Hexagonal Final, accedieron los dos primeros de cada grupo. Los seis equipos jugaron todos contra todos con cada país como local y visitante.
Los mejores tres equipos fueron Estados Unidos, Costa Rica y Honduras, los cuales clasificaron automáticamente a la Copa Mundial de Fútbol de 2014, mientras que el cuarto clasificado, la selección de México, disputó una repesca intercontinental como local y visitante contra la Selección de Nueva Zelanda.
| Equipo         | Pts | PJ | PG | PE | PP | GF | GC | Dif |
| -------------- | --- | -- | -- | -- | -- | -- | -- | --- |
| Estados Unidos | 22  | 10 | 7  | 1  | 2  | 15 | 8  | 7   |
| Costa Rica     | 18  | 10 | 5  | 3  | 2  | 13 | 7  | 6   |
| Honduras       | 15  | 10 | 4  | 3  | 3  | 13 | 12 | 1   |
| México         | 11  | 10 | 2  | 5  | 3  | 7  | 9  | -2  |
| Panamá         | 8   | 10 | 1  | 5  | 4  | 10 | 14 | -4  |
| Jamaica        | 5   | 10 | 0  | 5  | 5  | 5  | 13 | -8  |

| L\V                       | Bandera de Costa Rica                                      | Bandera de Panamá                                       | Bandera de Jamaica                                         | Bandera de Estados Unidos                                  | Bandera de México                                       | Bandera de Honduras                                      |
| Bandera de Costa Rica     |                                                            | 2:0 Archivado el 8 de enero de 2017 en Wayback Machine. | 2:0 Archivado el 8 de enero de 2017 en Wayback Machine.    | 3:1 Archivado el 8 de enero de 2017 en Wayback Machine.    | 2:1 Archivado el 8 de enero de 2017 en Wayback Machine. | 1:0 Archivado el 8 de enero de 2017 en Wayback Machine.  |
| Bandera de Panamá         | 2:2 Archivado el 8 de enero de 2017 en Wayback Machine.    |                                                         | 0:0 Archivado el 8 de enero de 2017 en Wayback Machine.    | 2:3 Archivado el 8 de enero de 2017 en Wayback Machine.    | 0:0 Archivado el 8 de enero de 2017 en Wayback Machine. | 2:0 Archivado el 8 de enero de 2017 en Wayback Machine.  |
| Bandera de Jamaica        | 1:1 Archivado el 8 de enero de 2017 en Wayback Machine.    | 1:1 Archivado el 8 de enero de 2017 en Wayback Machine. |                                                            | 1:2 Archivado el 13 de octubre de 2016 en Wayback Machine. | 0:1 Archivado el 8 de enero de 2017 en Wayback Machine. | 2:2 Archivado el 8 de enero de 2017 en Wayback Machine.  |
| Bandera de Estados Unidos | 1:0 Archivado el 12 de octubre de 2016 en Wayback Machine. | 2:0 Archivado el 8 de enero de 2017 en Wayback Machine. | 2:0 Archivado el 8 de enero de 2017 en Wayback Machine.    |                                                            | 2:0 Archivado el 1 de abril de 2017 en Wayback Machine. | 1:0 Archivado el 8 de enero de 2017 en Wayback Machine.  |
| Bandera de México         | 0:0 Archivado el 1 de abril de 2017 en Wayback Machine.    | 2:1 Archivado el 8 de enero de 2017 en Wayback Machine. | 0:0 Archivado el 13 de octubre de 2016 en Wayback Machine. | 0:0 Archivado el 1 de abril de 2017 en Wayback Machine.    |                                                         | 1:2 Archivado el 24 de marzo de 2017 en Wayback Machine. |
| Bandera de Honduras       | 1:0 Archivado el 8 de enero de 2017 en Wayback Machine.    | 2:2 Archivado el 8 de enero de 2017 en Wayback Machine. | 2:0 Archivado el 8 de enero de 2017 en Wayback Machine.    | 2:1 Archivado el 8 de enero de 2017 en Wayback Machine.    | 2:2 Archivado el 8 de enero de 2017 en Wayback Machine. |                                                          |

|  | Clasificado a la Copa Mundial de Fútbol de 2014.                        |
|  | Clasificado a la repesca por un cupo al mundial frente a Nueva Zelanda. |

### Evolución de la clasificación
| País / Fecha   | 1  | 2  | 3  | 4    | 5    | 6  | 7  | 8  | 9  | 10 |
| -------------- | -- | -- | -- | ---- | ---- | -- | -- | -- | -- | -- |
| Estados Unidos | 6° | 2° | 3° | 2°   | 1°   | 1° | 2° | 1° | 1° | 1° |
| Costa Rica     | 2° | 6° | 2° | 1°   | 2°   | 2° | 1° | 2° | 2° | 2° |
| Honduras       | 1° | 1° | 4° | 5°   | 4°   | 4° | 3° | 3° | 3° | 3° |
| México         | 5° | 4° | 5° | 3° * | 3° * | 3° | 4° | 5° | 4° | 4° |
| Panamá         | 3° | 3° | 1° | 4°   | 5°   | 5° | 5° | 4° | 5° | 5° |
| Jamaica        | 4° | 5° | 6° | 6° * | 6° * | 6° | 6° | 6° | 6° | 6° |

### Resultados
| Fecha                    | Lugar            |                |                           | Resultado                                                           |                           |                |
| ------------------------ | ---------------- | -------------- | ------------------------- | ------------------------------------------------------------------- | ------------------------- | -------------- |
| 6 de febrero de 2013     | Ciudad de México | México         | Bandera de México         | 0:0 Archivado el 8 de febrero de 2013 en Wayback Machine.           | Bandera de Jamaica        | Jamaica        |
| 6 de febrero de 2013     | San Pedro Sula   | Honduras       | Bandera de Honduras       | 2:1 (1:1) Archivado el 8 de febrero de 2013 en Wayback Machine.     | Bandera de Estados Unidos | Estados Unidos |
| 6 de febrero de 2013     | Ciudad de Panamá | Panamá         | Bandera de Panamá         | 2:2 (2:1) Archivado el 6 de febrero de 2013 en Wayback Machine.     | Bandera de Costa Rica     | Costa Rica     |
| 22 de marzo de 2013      | Kingston         | Jamaica        | Bandera de Jamaica        | 1:1 (1:0) Archivado el 25 de marzo de 2013 en Wayback Machine.      | Bandera de Panamá         | Panamá         |
| 22 de marzo de 2013      | San Pedro Sula   | Honduras       | Bandera de Honduras       | 2:2 (0:1) Archivado el 25 de marzo de 2013 en Wayback Machine.      | Bandera de México         | México         |
| 22 de marzo de 2013      | Commerce City    | Estados Unidos | Bandera de Estados Unidos | 1:0 (1:0) Archivado el 25 de marzo de 2013 en Wayback Machine.      | Bandera de Costa Rica     | Costa Rica     |
| 26 de marzo de 2013      | Ciudad de México | México         | Bandera de México         | 0:0 Archivado el 28 de marzo de 2013 en Wayback Machine.            | Bandera de Estados Unidos | Estados Unidos |
| 26 de marzo de 2013      | Ciudad de Panamá | Panamá         | Bandera de Panamá         | 2:0 (1:0) Archivado el 30 de marzo de 2013 en Wayback Machine.      | Bandera de Honduras       | Honduras       |
| 26 de marzo de 2013      | San José         | Costa Rica     | Bandera de Costa Rica     | 2:0 (1:0) Archivado el 28 de marzo de 2013 en Wayback Machine.      | Bandera de Jamaica        | Jamaica        |
| 4 de junio de 2013       | Kingston         | Jamaica        | Bandera de Jamaica        | 0:1 (0:0) Archivado el 9 de junio de 2013 en Wayback Machine.       | Bandera de México         | México         |
| 7 de junio de 2013       | Kingston         | Jamaica        | Bandera de Jamaica        | 1:2 (0:1) Archivado el 11 de junio de 2013 en Wayback Machine.      | Bandera de Estados Unidos | Estados Unidos |
| 7 de junio de 2013       | Ciudad de Panamá | Panamá         | Bandera de Panamá         | 0:0 Archivado el 10 de junio de 2013 en Wayback Machine.            | Bandera de México         | México         |
| 7 de junio de 2013       | San José         | Costa Rica     | Bandera de Costa Rica     | 1:0 (1:0) Archivado el 10 de junio de 2013 en Wayback Machine.      | Bandera de Honduras       | Honduras       |
| 11 de junio de 2013      | Ciudad de México | México         | Bandera de México         | 0:0 Archivado el 11 de junio de 2013 en Wayback Machine.            | Bandera de Costa Rica     | Costa Rica     |
| 11 de junio de 2013      | Tegucigalpa      | Honduras       | Bandera de Honduras       | 2:0 (1:0) Archivado el 11 de junio de 2013 en Wayback Machine.      | Bandera de Jamaica        | Jamaica        |
| 11 de junio de 2013      | Seattle          | Estados Unidos | Bandera de Estados Unidos | 2:0 (1:0) Archivado el 15 de junio de 2013 en Wayback Machine.      | Bandera de Panamá         | Panamá         |
| 18 de junio de 2013      | Sandy            | Estados Unidos | Bandera de Estados Unidos | 1:0 (0:0) Archivado el 22 de junio de 2013 en Wayback Machine.      | Bandera de Honduras       | Honduras       |
| 18 de junio de 2013      | San José         | Costa Rica     | Bandera de Costa Rica     | 2:0 (0:0) Archivado el 11 de junio de 2013 en Wayback Machine.      | Bandera de Panamá         | Panamá         |
| 6 de septiembre de 2013  | Ciudad de México | México         | Bandera de México         | 1:2 (1:0) Archivado el 5 de septiembre de 2013 en Wayback Machine.  | Bandera de Honduras       | Honduras       |
| 6 de septiembre de 2013  | Ciudad de Panamá | Panamá         | Bandera de Panamá         | 0:0 Archivado el 5 de septiembre de 2013 en Wayback Machine.        | Bandera de Jamaica        | Jamaica        |
| 6 de septiembre de 2013  | San José         | Costa Rica     | Bandera de Costa Rica     | 3:1 (2:1) Archivado el 5 de septiembre de 2013 en Wayback Machine.  | Bandera de Estados Unidos | Estados Unidos |
| 10 de septiembre de 2013 | Kingston         | Jamaica        | Bandera de Jamaica        | 1:1 (0:0) Archivado el 10 de septiembre de 2013 en Wayback Machine. | Bandera de Costa Rica     | Costa Rica     |
| 10 de septiembre de 2013 | Columbus         | Estados Unidos | Bandera de Estados Unidos | 2:0 (0:0) Archivado el 10 de septiembre de 2013 en Wayback Machine. | Bandera de México         | México         |
| 10 de septiembre de 2013 | Tegucigalpa      | Honduras       | Bandera de Honduras       | 2:2 (1:0) Archivado el 10 de septiembre de 2013 en Wayback Machine. | Bandera de Panamá         | Panamá         |
| 11 de octubre de 2013    | San Pedro Sula   | Honduras       | Bandera de Honduras       | 1:0 (0:0) Archivado el 12 de octubre de 2013 en Wayback Machine.    | Bandera de Costa Rica     | Costa Rica     |
| 11 de octubre de 2013    | Kansas City      | Estados Unidos | Bandera de Estados Unidos | 2:0 (0:0) Archivado el 12 de octubre de 2013 en Wayback Machine.    | Bandera de Jamaica        | Jamaica        |
| 11 de octubre de 2013    | Ciudad de México | México         | Bandera de México         | 2:1 (1:0) Archivado el 13 de octubre de 2013 en Wayback Machine.    | Bandera de Panamá         | Panamá         |
| 15 de octubre de 2013    | Kingston         | Jamaica        | Bandera de Jamaica        | 2:2 (1:2) Archivado el 17 de octubre de 2013 en Wayback Machine.    | Bandera de Honduras       | Honduras       |
| 15 de octubre de 2013    | Ciudad de Panamá | Panamá         | Bandera de Panamá         | 2:3 (1:0) Archivado el 17 de octubre de 2013 en Wayback Machine.    | Bandera de Estados Unidos | Estados Unidos |
| 15 de octubre de 2013    | San José         | Costa Rica     | Bandera de Costa Rica     | 2:1 (1:1) Archivado el 17 de octubre de 2013 en Wayback Machine.    | Bandera de México         | México         |

## Estadísticas

### Tabla general
| Equipo | Equipo            | Pts | PJ | PG | PE | PP | GF | GC | Dif. | Rend.  |
| ------ | ----------------- | --- | -- | -- | -- | -- | -- | -- | ---- | ------ |
| 1      | Estados Unidos    | 22  | 16 | 11 | 2  | 3  | 26 | 14 | 12   | 72,91% |
| 2      | Costa Rica        | 18  | 16 | 8  | 4  | 4  | 27 | 12 | 15   | 58,33% |
| 3      | Honduras          | 15  | 16 | 7  | 5  | 4  | 25 | 15 | 10   | 54,16% |
| 4      | México            | 11  | 16 | 8  | 5  | 3  | 22 | 11 | 11   | 64,80% |
| 5      | Panamá            | 11  | 16 | 4  | 7  | 5  | 16 | 16 | 0    | 43,75% |
| 6      | Jamaica           | 15  | 16 | 3  | 6  | 7  | 14 | 19 | -5   | 31,25% |
| 7      | Guatemala         | 10  | 6  | 3  | 1  | 2  | 9  | 8  | 1    | 55,55% |
| 8      | Canadá            | 10  | 6  | 1  | 2  | 3  | 6  | 10 | -4   | 55,55% |
| 9      | El Salvador       | 5   | 6  | 1  | 2  | 3  | 8  | 11 | -3   | 27,77% |
| 10     | Antigua y Barbuda | 1   | 6  | 0  | 1  | 5  | 4  | 13 | -9   | 5,55%  |
| 11     | Cuba              | 1   | 6  | 0  | 1  | 5  | 1  | 10 | -9   | 5,55%  |
| 12     | Guyana            | 1   | 6  | 0  | 1  | 5  | 5  | 24 | -19  | 5,55%  |

### Goleadores
| Jugador            | Selección            | Goles marcados | PJ | Minutos jugados |
| ------------------ | -------------------- | -------------- | -- | --------------- |
| Deon McCaulay      | Belice               | 11             | 8  | 713'            |
| Oribe Peralta      | México               | 10             | 11 | 891'            |
| Peter Byers        | Antigua y Barbuda    | 10             | 12 | 983'            |
| Blas Pérez         | Panamá               | 10             | 18 | 1393'           |
| Jerry Bengtson     | Honduras             | 9              | 12 | 891'            |
| Álvaro Saborío     | Costa Rica           | 8              | 15 | 982'            |
| Clint Dempsey      | Estados Unidos       | 8              | 14 | 1260'           |
| Luis Tejada        | Panamá               | 7              | 14 | 922'            |
| Carlo Costly       | Honduras             | 7              | 13 | 1095'           |
| Richmar Siberie    | Curazao              | 6              | 6  | 540'            |
| Carlos Ruiz        | Guatemala            | 6              | 7  | 628'            |
| Osael Romero       | El Salvador          | 6              | 12 | 1022'           |
| Lesly St. Fleur    | Bahamas              | 5              | 2  | 174'            |
| Erick Ozuna        | República Dominicana | 5              | 6  | 408'            |
| Jean-Eudes Maurice | Haití                | 5              | 6  | 519'            |
| Tamorley Thomas    | Antigua y Barbuda    | 5              | 11 | 938'            |
| Javier Hernández   | México               | 5              | 16 | 1226'           |

## Repesca intercontinental
México, cuarto lugar en la hexagonal final, enfrentó a Nueva Zelanda, ganadora de la clasificatoria oceánica. Cada país jugó el repechaje como local y visitante. El vencedor fue México, al imponerse con marcador global de 9:3, por lo que clasificó a Brasil 2014.
| 13 de noviembre de 2013, 14:30 (UTC-6) | México                                                                | 5:1 (2:0) | Nueva Zelanda | Estadio Azteca, Ciudad de México                          |                                                           |
|                                        | P. Aguilar 32' · R. Jiménez 40' · O. Peralta 48' 80' · R. Márquez 84' | Reporte   | C. James 85'  | Asistencia: 99 832 espectadores Árbitro(s): Viktor Kassai | Asistencia: 99 832 espectadores Árbitro(s): Viktor Kassai |

| 20 de noviembre de 2013, 19:00 (UTC+13) | Nueva Zelanda                       | 2:4 (0:3) (Global 3:9) | México                               | Westpac Stadium, Wellington                             |                                                         |
|                                         | C. James 80' (pen.) · R. Fallon 82' | Reporte                | O. Peralta 14' 29' 33' · C. Peña 86' | Asistencia: 35 206 espectadores Árbitro(s): Felix Brych | Asistencia: 35 206 espectadores Árbitro(s): Felix Brych |

## Clasificados
| Bandera de Estados Unidos | Bandera de Costa Rica | Bandera de Honduras | Bandera de México            |
| Estados Unidos            | Costa Rica            | Honduras            | México                       |
| Primer puesto             | Segundo puesto        | Tercer puesto       | Ganador repesca Concacaf/OFC |